# Bridgeville (Delaware)
Bridgeville è una città degli Stati Uniti, situata nella Contea di Sussex, nello Stato del Delaware. Secondo il censimento del 2000 la popolazione era di 1 436 abitanti. Rientra all'interno dell'area micropolitana di Seaford.

## Geografia fisica
Secondo i rilevamenti dello United States Census Bureau, la città di Bridgeville si estende su una superficie totale di 2,1 km², tutti quanti occupati da terre.

## Popolazione
Secondo il censimento del 2000, a Bridgeville vivevano 1 436 persone, ed erano presenti 381 gruppi familiari. La densità di popolazione era di 1768,6 ab./km². Nel territorio comunale si trovavano 636 unità edificate. Per quanto riguarda la composizione etnica degli abitanti, il 55,85% era bianco, il 31.55% era afroamericano, lo 0,28% era nativo, e lo 0.70% era asiatico. Il restante 11.63% della popolazione appartiene ad altre razze o a più di una. La popolazione di ogni razza proveniente dall'America Latina corrisponde al 16.64% degli abitanti.
Per quanto riguarda la suddivisione della popolazione in fasce d'età, il 28,7% era al di sotto dei 18, l'8,8% fra i 18 e i 24, il 27,0% fra i 25 e i 44, il 19,4% fra i 45 e i 64, mentre infine il 16,0% era al di sopra dei 65 anni di età. L'età media della popolazione era di 33 anni. Per ogni 100 donne residenti vivevano 90,7 maschi.

## Festival
Bridgeville ospita ogni anno l'Apple Scrapple Festival e il Punkin Chunkin.